# Durango
Durango jedna je od 31 saveznih država Meksika.
Po popisu iz 2005, ima 1,509,117 stanovnika. S gustoćom stanovništva od 12.25 stan./km² je druga najslabije naseljena država, iza Baja California Sur. Glavni grad države je Durango.

## Općine
- Canatlán
- Canelas
- Coneto de Comonfort
- Cuencamé
- Durango
- El Oro
- Gómez Palacio
- Gral. Simón Boívar
- Guadalupe Victoria
- Guanaceví
- Hidalgo
- Indé
- Lerdo
- Mapimí
- Mezquital
- Nazas
- Nombre de Dios
- Nuevo Ideal
- Ocampo
- Otáez
- Pánuco de Coronado
- Peñón Blanco
- Poanas
- Pueblo Nuevo
- Rodeo
- San Bernardo
- San Dimas
- San Juan de Guadalupe
- San Juan del Río
- San Luis del Cordero
- San Pedro del Gallo
- Santa Clara
- Santiago Papasquiaro
- Súchil
- Tamazula
- Tepehuanes
- Tlahualilo
- Topia
- Vicente Guerrero